# Aahorn-Turm
Der Aahorn-Turm befindet sich an der Mündung der Wägitaler Aa in den Zürichsee in der Gemeinde Lachen im Kanton Schwyz.

## Situation
Der im Jahre 2010 aus Holz erstellte Turm ist 12 Meter hoch. 32 Treppenstufen führen zur Aussichtsplattform in 6 Meter Höhe.
Von der Plattform aus bietet sich eine Aussicht auf die renaturierte Mündung der Wägitaler Aa und den Zürichsee.

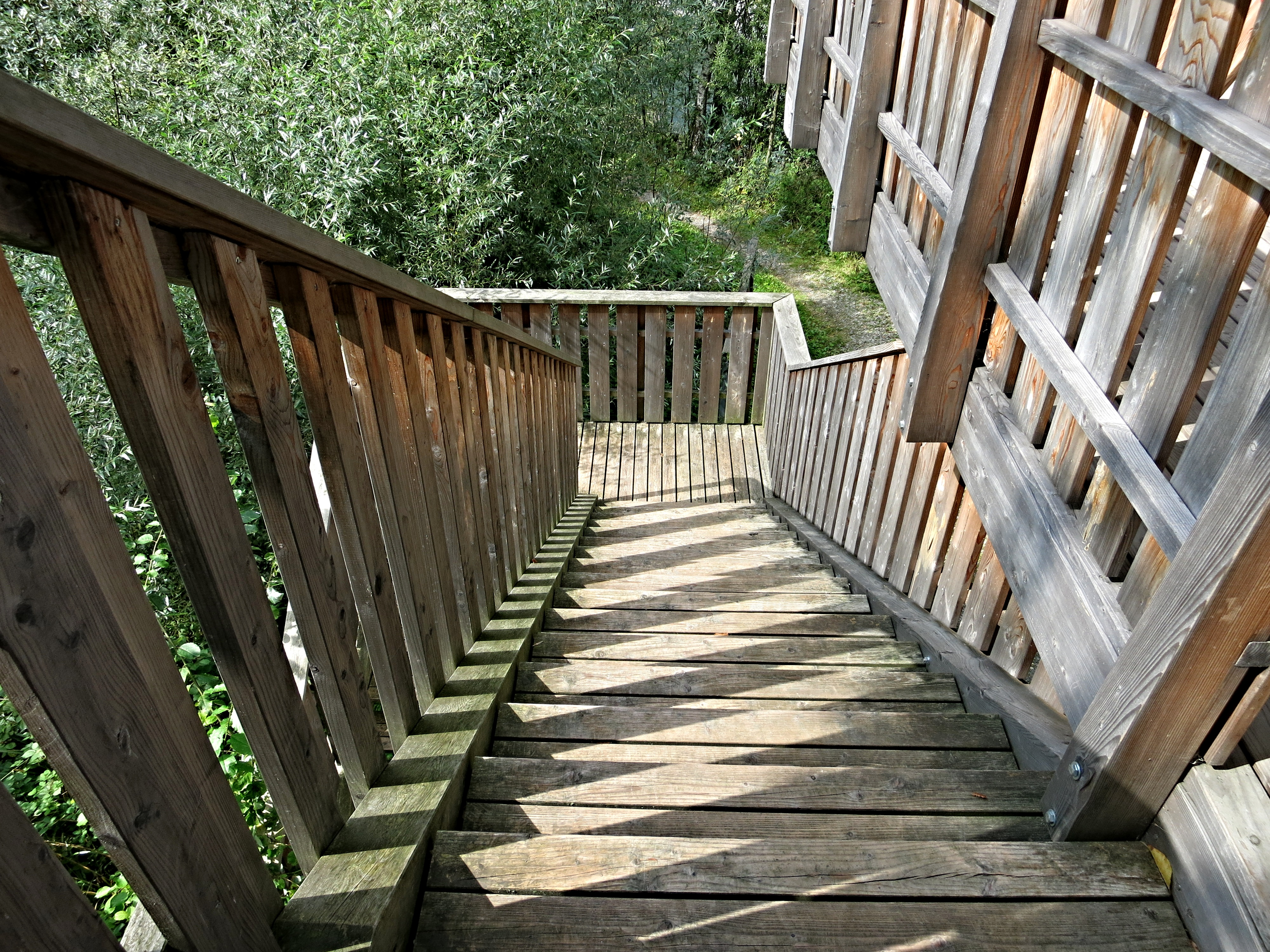
Treppen
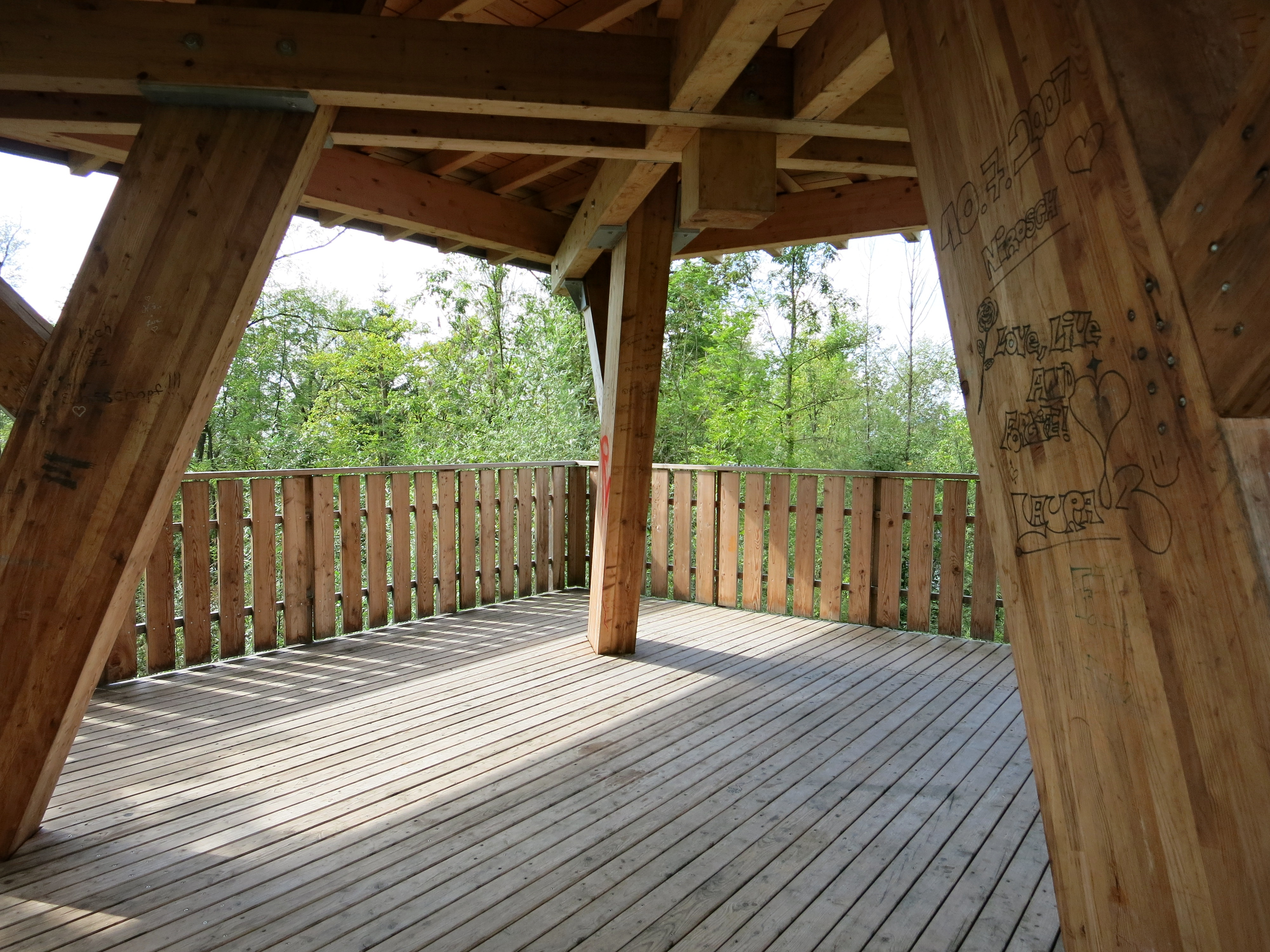
Aussichtsplattform